# Shout (Devo)
Shout è il sesto album in studio del gruppo musicale statunitense Devo, pubblicato nel 1984.

## Tracce
1. Shout – 3:15
2. The Satisfied Mind – 3:07
3. Don't Rescue Me (M. Mothersbaugh) – 3:07
4. The 4th Dimension – 4:24
5. C'mon – 3:15
6. Here to Go – 3:18
7. Jurisdiction of Love (M. Mothersbaugh) – 3:00
8. Puppet Boy – 3:10
9. Please Please – 3:04
10. R U Experienced? (Jimi Hendrix) – 3:08

(Tutte le tracce composte da Mark Mothersbaugh e Gerald V. Casale, eccetto dove indicato)